# Nationale Staatstelevisie- en Radiovennootschap van de Wit-Russische Republiek
Nationale Staatstelevisie- en Radiovennootschap van de Wit-Russische Republiek (Wit-Russisch: Нацыянальная дзяржаўная тэлерадыёкампанія Рэспублікі Беларусь, Russisch: Национальная государственная телерадиокомпания Республики Беларусь) internationaal bekend als Belteleradiocompany of kortweg BTRC is de publieke staatsomroep in Wit-Rusland.

## Geschiedenis
De omroep werd in 1925 opgericht als regionale radiozender. Op 1 januari 1956 kwam er ook een televisiezender, maar door het zwakke signaal konden niet alle inwoners van Wit-Rusland het kanaal ontvangen. Vanaf 1960 konden circa 70% van de Wit-Russen het kanaal op hun toestel ontvangen. In de jaren zeventig breidde het kanaal zich uit met een tweede zender. In 1993 trad de omroep toe tot de Europese Radio-unie (EBU). In 2010 en 2018 was de BTRC de gastomroep van het Junior Eurovisiesongfestival. Tevens is de omroep de organisator van de Slavjanski Bazaar. In 2021 werd de omroep door de Europese Radio-unie geschorst vanwege het niet-naleven van de EBU-vereisten rond de persvrijheid.

## Zenders
Vanaf heden heeft de omroep zes televisiezenders en vijf radiozenders.

### Televisie
- Wit-Rusland 1 - hoofdzender; nieuws, politiek, entertainment en grote evenementen.
- Wit-Rusland 2 - sport en entertainment. Tot 2011 heette dit kanaal "LAD".
- Wit-Rusland 3 - cultuur
- Wit-Rusland 5 - sport
- Wit-Rusland 24 - internationale zender; hoogtepunten van alle andere kanalen
- NTV - Wit-Russische versie van de Russische NTV.

### Radio
- Eerste kanaal - eerste zender van de omroep, opgestart in 1925
- "Wit-Rusland" - landelijke radio
- Coeltoera - regionale radio, vooral gericht op folkmuziek
- Stolitsa - regionale radio
- Radioes-FM - regionale radio